# Colegiul Tehnic „Petru Poni” din Roman

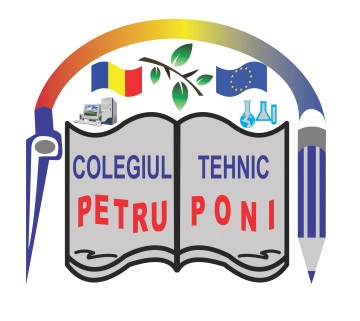
Logo oficial CTPP Roman

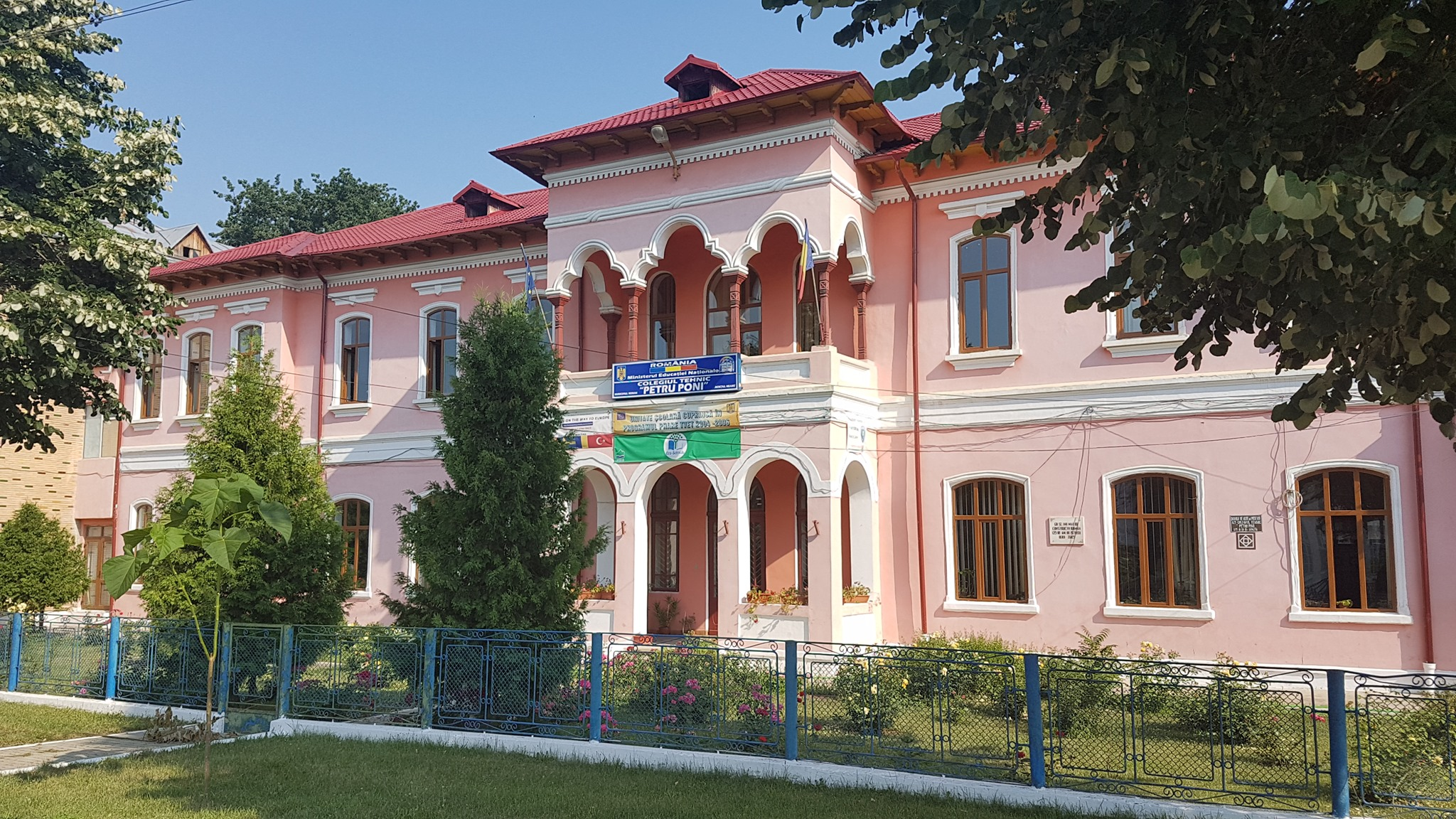
Colegiul Tehnic PETRU PONI Roman in 2022

Colegiul Tehnic „Petru Poni” este o instituție de învățământ liceal din municipiul Roman, România, situată pe strada  Republicii nr. 1-3. Clădirea colegiului este monument istoric, înscrisă în lista monumentelor istorice din județul Neamț cu codul  NT-II-m-B-10674.

## Istoric
În orașul Roman, învățământul tehnic își are începuturile în anul 1880, când a fost înființată din inițiativă particulară Școala de Arte și Meserii de Ambe Sexe recunoscută de Ministerul Cultelor și Instrucției Publice prin Ordinul nr.97433.09.1880, care avea trei ateliere: stolerie (tâmplărie) și ciubotărie pentru băieți și o croitorie pentru fete. În perioada martie 1880 – septembrie 1920 funcționează în mai multe localuri din Roman și sub mai multe subordonări și denumiri, pregătind meseriași pentru: tâmplărie, cizmărie, tinichigerie, fierărie, lăcătușerie, tapiterie; iar din 1930 – legătorie, tâmplărie, tipografie. În 1920, Primăria Romanului pune la dispoziția școlii actualul teren pentru construirea unui local propriu și la 22.07.1920 începe construcția localului din Bulevardul Republicii nr. 1, iar din 1922 începe funcționarea în actualul local. De la 1.09.1936, Școala de Meserii de gradul II va functiona ca Liceu industrial de Băieti cu 8 ani de studiu, până în 1942. În anii 1942 – 1945, școala a functionat anevoios datorită războiului, cât si unor incidente nedorite, cum ar fi incendiul din 1938.
    Printre principalele obiective ale primului plan cincinal 1950-1955, s-a preconizat construirea Laminorului de Țevi de la Roman (1951-1957). În ideea de a asigura calificarea muncitorilor, în urma discuțiilor purtate la nivel de minister, Școala Profesională Metalurgică din Bacău se mută în octombrie 1951 la Roman cu tot inventarul, salariații și elevii în fostul local al Școlii de Arte și Meserii din B-dul Republicii. Sub noua denumire de Școala Profesională nr. 1 Metalurgică Roman se comasau de fapt 3 școli: Școala Profesională Metalurgică, Liceul Industrial de băieți și Căminul de fete nr. 3. În toamna anului 1952, Școala Profesională Metalurgică nr.1 este mutată în localul fostei școli normale , iar în actualul local este adusă Școala profesională Metalurgică nr.2, cu un număr de elevi mai mic și care se află sub tutela noului Combinat Siderurgic Roman.
    La mijlocul anului școlar 1954-1955, are loc o noua restructurare a activității școlare prin care Școala profesională Metalurgică nr.2 se transformă în Școala Profesională de Ucenici nr.2 și trece în subordinea întreprinderii și ca secție a acesteia.
    Din septembrie 1958 până în 1963, funcționează ca Școala de Meserii nr.2, având în anul școlar 1962-1963 un număr de 400 de elevi, dintre care 124 fete venite de la fosta Școală de Meserii nr.1 Fete.
    La 27.09.1963, Școala de Meserii nr.2 se transformă în Școala Profesională Materiale deConstrucții, subordonată Întreprinderii de Prefabricate Roman, subordine și colaborare care continuă până în 1990.
    Din anul 1971 funcționează cu două unități: Școala Profesională Materiale de Construcții și Liceu industrial pentru Materiale de Constructii. În perioada 1974-1976 a avut denumirea de Liceu de Chimie Industrială și Școala Profesională de Materiale de Construcții, iar între anii 1976-1980, Liceu Industrial nr. 3 Roman, alături de Școala profesională nr. 3 de Materiale de Construcții. Numărul total de elevi la toate formele de învățământ (liceu, școala profesională, școala de maiștri) era de 1600. Din 1991 a funcționat sub o singură titulatură – Grupul Școlar Industrial Materiale de Construcții. Începand cu 17 septembrie 2007 denumirea unității este Colegiul Tehnic „Petru Poni”, un succes deosebit obținut dupa 127 de ani de existență.
    În anul 2010 Colegiul Tehnic ”Petru Poni” fuzionează cu Grupul Școlar Industrial Construcții de Mașini Roman în baza OMECTS nr.4156/2010 . Istoricul acestui liceu se întinde pe o perioadă de 90 de ani,fiind înființat după Marele Război inițial ca Școală normală pentru pregătirea învățătorilor. Ministrul Cultelor și Instrucțiunii, dr. Constantin Angelescu, a acordat o atenție specială pregătirii viitorilor învățători pe care îi considera condiția determinantă în procesul de modernizare din lumea satelor. În acest context a luat ființă la Roman Școala Normală de Băieți „Ion Creangă” în anul 1919.Clădirea școlii a fost dată în folosință 5 ani mai târziu,în anul 1924.
    O descriere a orașului făcută de Elena Ostache în anul 1942 face și scurtă referire la fosta Școală Normală „Ion Creangă”, devenită între timp Liceu Comercial: „Venind pe șoseaua națională dinspre Iași, înainte de intrarea în oraș, pe stânga, se află localul fostei școli normale de băieți „Ion Creangă” în care astăzi este instalat Liceul Comercial (s.n.)”. Această transformare s-a produs în contextul schimbărilor aduse de legea învățământului din anul 1936, care reglementa învățământul mediu industrial și prin care se dorea adaptarea și racordarea școlii românești la realitățile economice ale țării.În timpul celui de-al doilea război mondial, localul școlii a fost rechiziționat de armată,aici staționând unități militare germane și române. În perioada anilor 1951-1956 a funcționat în localul școlii Școala Siderurgică nr. 1 Roman care a fost mutată aici din localul fostei Școli de arte și meserii. Trecând în administrarea Ministerului Agriculturii în 1954, școala va primi o nouă denumire – Școala Profesională Mecanici Agricoli, dar în anul următor revine Ministerului Industriei Grele, fiind dată sub patronajul Întreprinderii Mecanice de Stat Roman cu denumirea de Școala Profesională de Ucenici I.M.S. Roman. Profilul școlii în perioada 1955-1974 a fost aproape constant, pregătind muncitori calificați (turnători, frezori-rabotori-mortezori, strungari, lăcătuși mecanici, electricieni, sudori) pentru I.M.R., Uzina de Țevi Roman, Uzina Metalurgică Bacău, Fabrica de Șuruburi Bacău, U.R.A. Bacău, Combinatul Siderurgic de la Galați, Fabrica de autoturisme de la Pitești etc. Anul 1974 va aduce alte schimbări – Școala Profesională se transformă în Grupul Școlar de pe lângă I.M.Roman, iar prin ordinul H.C.M 354/1974 în anul școlar 1974-1975 a luat ființă Liceul Mecanic nr. 1. Cifra de școlarizare este mare, cei 1115 elevi fiind cuprinși în cele trei forme de învățământ: școală profesională, ucenicie la locul de muncă, liceu mecanic, la care se vor adăuga și cursuri de liceu seral (1975-1976).Cifra elevilor școlarizați rămâne constantă la peste 1000 de elevi până în anii 1991-1992. În baza unui ordin din august 1976 denumirea unității, care se va și încetățeni, fiind utilizată chiar și astăzi, a fost aceea de Liceul Industrial nr.1, iar din anul 1990 numele oficial al liceului a fost schimbat în Grupul Școlar Industrial Construcții de Mașini denumire sub care a funcționat până în anul 2010 când a fost absorbit de către Colegiul Tehnic ”Petru Poni”.Cu această ocazie a fost preluat și localul fostei școli generale nr. 3 Roman pentru a dispune de spațiul necesar funcționării unui număr de 1200 de elevi.
    Reunind două școli cu o istorie remarcabilă și cu experiență în pregătirea tehnică a tinerilor, Colegiul Tehnic „Petru Poni” poate fi caracterizat simplu: tradiție și stabilitate. Cu o dotare materială demnă de invidiat, el continuă să ofere generațiilor care îi pășesc pragul o instruire teoretică și practică adaptată atât cerințelor actuale ale pieței muncii locale și nu numai, dar și unei societăți aflată într-un perpetuum proces de schimbare.